# (28029) 1998 DW9
1998 دي دابليو 9 (ويعرف أيضًا باسم (28029) 1998 دي دابليو 9 وفق تسمية الكوكب الصغير) (بالإنجليزية: 1998 DW9)‏ هو كويكب ضمن حزام الكويكبات؛ وترتيبه 28029 من حيث الاكتشاف.
اكتُشف هذا الجُرم الفلكي بواسطة Frank B. Zoltowski ‏ في 20 فبراير 1998.

## وصلات خارجية
- (28029) 1998 DW9 في قاعدة بيانات مختبر الدفع النفاث لأجرام النظام الشمسي الصغيرة

- الاكتشاف · مخطط المدار ·  العناصر المدارية · المعلمات المادية

- (28029) 1998 DW9 على موقع ويكي سكاي: DSS2, SDSS, GALEX, IRAS, Hydrogen α, X-Ray, Astrophoto, Sky Map, Articles and images